# Sabinov (stacja kolejowa)
Sabinov – stacja kolejowa w Sabinovie, w kraju preszowskim, na Słowacji. Znajdują się tu 2 perony.